# Ограбление на 300 миллионов иен
Ограбление на 300 миллионов иен (яп. 三億円事件 санокуэндзикэн) — крупнейшее хищение в истории Японии, произошедшее в 1968 году. По состоянию на 2014 год, преступление оставалось нераскрытым, личность грабителя не установлена, а украденные деньги не обнаружены.

## Ход событий
10 декабря 1968 года четыре сотрудника банка «Нихон Синтаку Гинко» перевозили 294 307 500 иен (около 817 520 $ США на тот момент) в багажнике машины, принадлежавшей банку. Сумма, находившаяся в четырёх металлических ящиках, являла собой премиальные выплаты сотрудникам одного из заводов фирмы Toshiba. На одной из улиц, неподалёку от городской тюрьмы, машину остановил человек на полицейском мотоцикле, одетый в полицейскую форму. Мужчина сообщил сотрудникам банка, что только что был взорван дом их управляющего и что, по информации полиции, в автомобиль также заложена бомба. Сотрудники банка вылезли из машины, а мужчина полез под автомобиль. Через несколько секунд из-под машины показались языки пламени и пошёл дым. «Полицейский» выскочил с криком, что сейчас всё взорвётся, и, дождавшись когда сотрудники банка отбегут к тюремной стене, сел в их машину и уехал в неизвестном направлении.

## Расследование
Следствие приложило колоссальные усилия по поиску преступника. Было задействовано 170 тысяч полицейских, которые допросили 110 тысяч подозреваемых и распространили по стране 780 тысяч фотороботов преступника. Следствие пришло к выводу, что, скрывшись с места преступления, преступник отъехал в близлежащий район, где переложил ящики с деньгами в другую машину, которую позже поменял на третью. Всего было обнаружено 120 улик, но некоторые из них были настолько распространёнными в обиходе предметами, что полиция выдвинула предположение о попытке преступника намеренно запутать следствие.
Следствие по делу об ограблении продолжалось семь лет: именно такой срок давности был установлен японским законодательством для данных преступлений. Преступник так и не был установлен, а деньги — так и не найдены. Дальнейшие попытки установить личность преступника предпринимались журналистами, но ни один из них не смог убедительно доказать свою версию. В 1988 году истёк срок давности и гражданско-правовой ответственности за преступление, дав возможность преступнику открыто признаться в содеянном без страха понести какое-либо наказание. Тем не менее, преступник так и остался неизвестным.